# Madony na kolotoči
Madony na kolotoči je řadově druhá píseň v prvním studiovém albu šansoniérky Hany Hegerové. Jedná se o českou verzi polské písně Karuzela z madonnami, kterou poprvé zazpívala polská zpěvačka Ewa Demarczyk.